# Ascorhynchus cooki
Ascorhynchus cooki is een zeespin uit de familie Ascorhynchidae. De soort behoort tot het geslacht Ascorhynchus. Ascorhynchus cooki werd in 1987 voor het eerst wetenschappelijk beschreven door Child. 